# Hospital de San Juan de Dios (Mérida)
El hospital de San Juan de Dios, cuya designación inicial fue Hospital de Santa María, fue empleado en sus inicios como "hospital de pobres". Tras ser abandonado como hospital municipal,
fue cedido para ser utilizado como Asamblea de Extremadura.

## Historia
Bernabé Moreno de Vargas, historiador y edil emeritense a mediados del siglo XVII, solicitó a los Hermanos de San Juan de Dios que se instalaran en él con el fin de lograr un mejor cuidado y dedicación a los enfermos y pobres que llegaban a la ciudad. Durante el siglo XVIII y hasta 1769 el edificio se modificó ampliándose gracias a las donaciones de los ciudadanos y con la construcción de una capilla.
Durante los primeros años del siglo XIX, la invasión de las tropas napoleónicas trajo como consecuencia para el edificio el saqueo e incendio del mismo hasta el punto de quedar casi destruido. No fue hasta principios del siglo XX cuando el Ayuntamiento de Mérida solicitó al Ministerio de Fomento una partida presupuestaria específica que permitió el acondicionamiento del edificio y la dotación de médicos al hospital, que siguió su actividad sanitaria hasta el año 1981 en que se procedió a la apertura del actual centro hospitalario de la ciudad.

## Asamblea de Extremadura
En el año 1983, Extremadura nació como autonomía y con ello la necesidad de encontrar ubicaciones para albergar los nuevos organismos extremeños. Fue entonces cuando se decidió que la ubicación de la sede legislativa de la región sería el Hospital de San Juan de Dios con las correspondientes remodelaciones pero respetando en todo momento su arquitectura.
A principios del siglo XXI fue remodelado y ampliado, anexándole un edificio de nueva planta en su parte trasera.
- Datos: Q5903080
- Multimedia: Hospital de San Juan de Dios, Mérida / Q5903080